# Bryan Hopkin
Sir William Aylsham Bryan Hopkin (* 7. Dezember 1914; † 10. Oktober 2009) war ein britischer Ökonom.

## Biografie

### Studium und Regierungsbeamter
Nach der Schulausbildung an der Barry Grammar School sowie dem St John’s College studierte er Ökonomie bei John Maynard Keynes an der Cambridge University sowie später an der Manchester University. Nach Beendigung seines Studiums trat er 1938 als Mitarbeiter des Gesundheitsministeriums in den öffentlichen Dienst, verließ diesen jedoch 1941, als er Mitarbeiter im statistischen Stab von Premierminister Winston Churchill wurde.
Nach dem Zweiten Weltkrieg wurde er zunächst Mitarbeiter der Königlichen Bevölkerungskommission (Royal Commission on Population), im Anschluss daran Mitarbeiter im Wirtschaftssekretariat des Kabinettamtes sowie schließlich des Central Statistical Office (CSO). 1952 erfolgte seine Berufung zum Direktor des Nationalinstituts für Sozial- und Wirtschaftsforschung (National Institute of Social and Economic Research), ehe er danach 1957 für kurze Zeit Sekretär des Rates für Preise, Produktivität und Einkommen (Council on Prices, Productivity and Incomes) war.
1958 trat er wieder in den Ministerialdienst, als er zum stellvertretenden Direktor der Wirtschaftsabteilung des Schatzamtes (Treasury) ernannt wurde. Seine Laufbahn dort nahm jedoch ein frühzeitiges Ende, als James Callaghan 1964 Schatzkanzler wurde. Danach ging er als Mitarbeiter zur Wirtschaftsplanungsabteilung der damaligen Kolonie Mauritius. Nach deren Unabhängigkeit 1968 folgte eine Verwendung als Leiter der Wirtschaftsplanungsabteilung im Ministerium für Überseeentwicklung. 1969 wurde er dort zum Generaldirektor der Abteilung für Wirtschaftsangelegenheiten berufen.

### Wirtschaftskrisen und Keynesianismus
Hopkin kehrt 1970 ins Schatzamt zurück, in dem er nun stellvertretender Chefwirtschaftsberater von Schatzkanzler Iain Macleod wurde. Dieses Amt hatte er nach dem plötzlichen Tod Macleods im selben Jahr auch unter dessen Nachfolger Anthony Barber inne. 1972 schied er jedoch wiederum aus dem Schatzamt aus, nachdem Premierminister Edward Heath den Kurs der Freimarktpolitik für Preise und Einkommenskontrolle verließ.
1972 nahm er den Ruf auf den Lehrstuhl als Professor für Ökonomie an der Cardiff University an. Im gleichen Jahr wurde er auch Vorsitzender eines Ad-hoc-Komitees über die Zukunft des Pfund Sterling; dieses Komitee formulierte letztlich die Schlüsselschritte für die zukünftige Unabhängigkeit des britischen Pfunds vom Wechselkursmechanismus II.
Als Denis Healey 1974 das Amt des Schatzkanzlers in der von der Labour Party gebildeten Regierung zum Zeitpunkt einer Inflationsrate von annähernd 30 Prozent und einer Wirtschaftskrise wegen der vorausgegangenen Ölkrise übernahm, wurde Hopkin von diesem zum Leiter des Wirtschaftsdienstes der Regierung und zum Chefwirtschaftsberater des Schatzamtes ernannt. Während der dortigen Tätigkeit bis 1977 kam es zu einer der härtesten Zeiten des Schatzministeriums in der jüngeren Vergangenheit. Der Schatzkanzler bemühte sich um Vermittlung zwischen der Regierung und den Gewerkschaften, nachdem der Bergarbeiterstreik die Zahlungspolitik der Vorgängerregierung Heath zerstört hatte.
In der Sterlingkrise von März bis November 1976 fiel das Pfund trotz hoher Standby-Kredite der anderen Zentralbanken an die „Bank of England“ bis auf 1,56 US-Dollar. Trotz großer Bemühungen des Premierministers musste Großbritannien Hilfe des IWF in Anspruch nehmen und die Erfüllung der Auflagen zusagen. Während Energieminister Tony Benn für die Einführung von Importkontrollen eintrat, stand Hopkin neben Healey für die Zusammenarbeit mit dem IWF und die Anspruchnahme von dessen Hilfen ein. Diese unterschiedlichen Haltungen führten letztlich zu einer Spaltung und ernsthaften Krise innerhalb der Regierung unter Premierminister James Callaghan.
1977 kehrte er dann als Professor für Ökonomie an die Cardiff University zurück. Als es auch in den folgenden Jahren unter der ab 1979 regierenden konservativen Regierung unter Premierministerin Margaret Thatcher zu einer Rezession und einer starken Schwächung der britischen Wirtschaft kam, war Hopkin einer der entschlossensten Gegner des von Thatcher betriebenen Monetarismus, da dieser im Gegensatz zu dem von ihm vertretenen nachfrageorientierten Keynesianismus stand. Im Oktober 1980 führte er aus, dass die Begrenzung der Geldmenge die Wirtschaft härter treffen würde als deren Ausdehnung. Im März 1981 gehörte er zur Gruppe von 364 Ökonomen, die ein Statement zum Wechsel der Wirtschaftspolitik Thatchers (Thatcherismus) unterzeichneten.
Hopkin beharrte auf seinem Standpunkt, dass die Wirtschaft Reflation statt Deflation benötige und forderte im August 1981 zusammen mit den Ökonomen William Brian Reddaway und Marcus Miller eine Finanzspritze von 6,8 Milliarden Pfund. Der spätere Schatzkanzler und damalige Finanzsekretär und dritte Mann des Schatzamtes, Nigel Lawson, führte hierzu aus:
„Die geforderten Mittel müssten einer langfristigen Prüfung unterzogen werden und werden letztlich in einem Mangel an wirtschaftlichen Erfolgen im Großen und einer ständig wachsenden Inflation im Besonderen enden.“
Hopkin trat 1982 zwar als Emeritus in den Ruhestand, setzte jedoch seine Kritik am Monetarismus zur Senkung der Inflation fort und drängte auf behutsame Anreize (Cautious stimuli).
Für seine Verdienste in der britischen Finanz- und Wirtschaftspolitik wurde er 1961 Commander of the British Empire (CBE) und 1971 als Knight Commander in den Adelsstand erhoben.